# Antonio Ruiz
Pour les articles homonymes, voir Ruiz.
Antonio Ruiz, de son nom complet Antonio Ruiz Cervilla est un footballeur puis entraîneur espagnol né le 31 janvier 1937 à Guadalupe. Il évoluait au poste de milieu de terrain.

## Biographie

### Carrière en club
Il commence sa carrière en 1956 au sein du Real Madrid,.
Avec le Real Madrid, il est sacré Champion d'Espagne à quatre reprises en 1957, 1958, 1961 et en 1962,.
Il fait partie des campagnes victorieuses du Real Madrid en Coupe des clubs champions lors des saisons 1958-1959 et en 1959-1960. Il dispute un total de 13 matchs en Coupe d'Europe des clubs champions,.
Après un prêt lors de la saison 1962-1963 au Deportivo La Corogne, il quitte le Real Madrid pour rejoindre le CD Málaga,.
De 1964 à 1968, il est joueur du Real Murcie,.
En 1968, il est transféré au CD Castellón, club qu'il représente pendant deux saisons avant de raccrocher les crampons en 1970,.
Au total, il dispute au cours de sa carrière une centaine de matchs en première division espagnole, pour cinq buts inscrits, et près de 90 matchs en deuxième division, pour trois buts marqués.

### Carrière d'entraîneur
Il est entraîneur de nombreux clubs espagnols après sa carrière de joueur.
Il dirige notamment trois équipes évoluant en première division espagnole : l'UD Las Palmas, le Rayo Vallecano, et enfin le CD Logroñés.

## Palmarès
Real Madrid
| - Championnat d'Espagne (4) : - Champion : 1956-57, 1957-58, 1960-61 et 1961-62. - Coupe d'Espagne (1) : - Vainqueur : 1961-62. - Finaliste : 1957-58, 1957-58 et 1960-61. |  | - Coupe des clubs champions (2) : - Vainqueur : 1958-59 et 1959-60. - Coupe Latine (1) : - Vainqueur : 1957. |